# Rymaně
Rymaně je katastrální území a základní sídelní jednotka města Mníšek pod Brdy ležící v jeho jihovýchodní části.
Rymaně leží přibližně 2 kilometry jihovýchodním směrem od Mníšku v okrese Praha-západ a nachází se v ní 235 adres. Katastrální výměra ZSJ je 178 ha.

## Historie
První zmínka o Rymani pochází z roku 1603 a nachází se v zemských deskách, a to v souvislosti s dobříšským panstvím.

## Pamětihodnost
- Kaple Panny Marie Svatohorské – Kaplička se zvoničkou z roku 1923 stojící v blízkosti železniční zastávky.

## Doprava
Mezi Rymaní a Mníškem pod Brdy prochází dálnice D4 z Prahy do Příbrami. Rymaní prochází dobříšská větev železniční trati Praha - Vrané nad Vltavou - Čerčany/Dobříš s nácestní zastávkou Rymaně.